# Cuthbert Burbage
Cuthbert Burbage, född cirka 15 juni 1565, död 15 september 1626, var en engelsk teaterchef.[källa behövs]
Han är mest känd för att ha spelat en viktig roll i uppbyggandet av Globe Theatre. Under fyra decennier var han en betydelsefull agent och gjorde Shakespeares teatergrupp King's Men mycket känd.
Cuthbert Burbage var son till James Burbage och Ellen Brayne.[källa behövs] Han var den äldste av två söner som överlevde spädbarnsåldern.[källa behövs] Han var bror till skådespelaren Richard Burbage.[källa behövs] Fadern James Burbage var grundare av teatern i Shoreditch. Modern Ellen Brayne var dotter till en skräddare.[källa behövs] Familjen Burbage tros ha kommit till London från Bromley i grevskapet Kent.[källa behövs]